# Jean-Baptiste Guillioud
Jean-Baptiste Guillioud est un homme politique français né le 20 novembre 1757 aux Abrets (Isère) et décédé le 14 octobre 1823 à Longe-Chenal (Isère).
Avocat, il est administrateur du département puis député de l'Isère de 1791 à 1792. Il est aussi juge de paix, puis administrateur du district de la Tour-du-Pin et juge au tribunal civil de l'Isère et enfin juge à la cour d'appel de Grenoble.